# Министерство бюджета, государственных счетов и гражданской администрации Франции
Министерство бюджета, государственных счетов и гражданской администрации Французской Республики создано президентом Франции Николя Саркози в 2007 году. Он разделил Министерство экономики и финансов на Министерство экономики, промышленности и занятости и Министерство бюджета. Министерство возглавляет депутат Национального собрания Франции Эрик Верт.
Эрику Верту было поручено несколько миссий и реформ. Основные реформы коснулись устава государственных служащих, сокращения числа государственных служащих, слияния направлений налогообложения и совместимости государственных услуг, общего обзора государственной политики по уменьшению дефицита бюджета, разработки нового законодательства об онлайн-ставках.